# Rothwell (Northamptonshire)
Pour les articles homonymes, voir Rothwell.
Rothwell est une ville et une paroisse civile du Northamptonshire, en Angleterre. Située à 20.9 kilomètres de Northampton, elle relève administrativement de l'autorité unitaire du North Northamptonshire. Sa population est de 7694 habitants (2011) Dans Domesday Book de 1086, il a été énuméré comme Rodewelle.